# キルジャチ
座標: 北緯56度10分 東経38度52分 / 北緯56.167度 東経38.867度

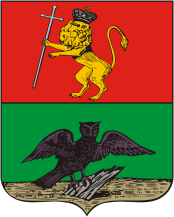
キルジャチの紋章

キルジャチ（キルジャーチ、ロシア語: Киржа́ч, 英語: Kirzhach）は、ロシア・ヴラジーミル州西部の町。人口は2万7318人（2021年）。州都ウラジーミルから125km西、アレクサンドロフからは南へ29km。クリャージマ川の左支流キルジャチ川に沿う。

## 歴史
キルジャチは14世紀、生神女福音修道院に付属するスロボダ（商人や職人らの住む集落）として始まった。この修道院はラドネジの聖セルギイが開いたもの（別の説によればモスクワ大公イヴァン1世ダニーロヴィッチの指示により開かれたもの）で、彼も1354年から1358年までこの地で暮らしている。地名は近くのキルジャチ川から採られたもので、キルジャチとは先住のモルドヴィン諸語で「左へ」を意味する語（モクシャ語: кяржи、エルジャ語: керш）からきている。
1764年に修道院が解散させられた後、その周囲のスロボダは1778年に市の地位を得た。その後はヴラジーミル州の他の町同様、キルジャチも繊維工業（絹織物）の町として発展した。

## 文化
キルジャチの成立の元となった生神女福音修道院は長い間、48km西にある至聖三者聖セルギイ大修道院の影響を受け続けていた。修道院にある小さな聖堂はイヴァン4世の時代に建立されたもので、モスクワ大公国初期の様式で建てられており、この様式の最後の作例でかつ最も愛らしい作例とみなされている。この聖堂は回廊により、近くにある四角い塔型で尖塔のような鐘楼を頂いた救世主聖堂と結ばれている。1656年にモスクワのボヤーレ（大貴族）の発願により建てられたこの救世主聖堂には一族の地下墓所がある。聖セルギイ聖堂が付属した修道院の食堂は16世紀のものであったがソビエト連邦時代に取り壊された。
人類初の宇宙飛行士ユーリイ・ガガーリンは1968年、飛行訓練中にキルジャチから21kmの地点、ノヴォショロヴォ（Новосёлово）の村の近くで墜落事故により死亡した。その場所には1975年に記念碑が建てられている。

## 産業
キルジャチにはトルコの大手家電メーカー・アルチェリッキ（Arçelik）の家電工場が建っている。また繊維、家具、食品などの工場も建つ。
キルジャチにはアレクサンドロフ・ストルニノとオレホヴォ＝ズエヴォを結ぶ、モスクワ郊外の環状鉄道の一部をなす鉄道が通っている。